# Pirtó
Pirtó – wieś i gmina w południowej części Węgier, w pobliżu miasta Kiskunhalas.
Miejscowość leży na obszarze Wielkiej Niziny Węgierskiej, w komitacie Bács-Kiskun, w powiecie Kiskunhalas. Gmina Pirtó liczy 976 mieszkańców (2009) i zajmuje obszar 34,48 km².